# 莫贝尔-互助站
莫贝尔-互助站（法語：Maubert–Mutualité）是巴黎地鐵的一個車站。莫贝尔-互助站位於巴黎五區拉丁區和巴黎左岸的中心地區。車站開通於1930年2月15日，是巴黎地鐵10號線的車站。

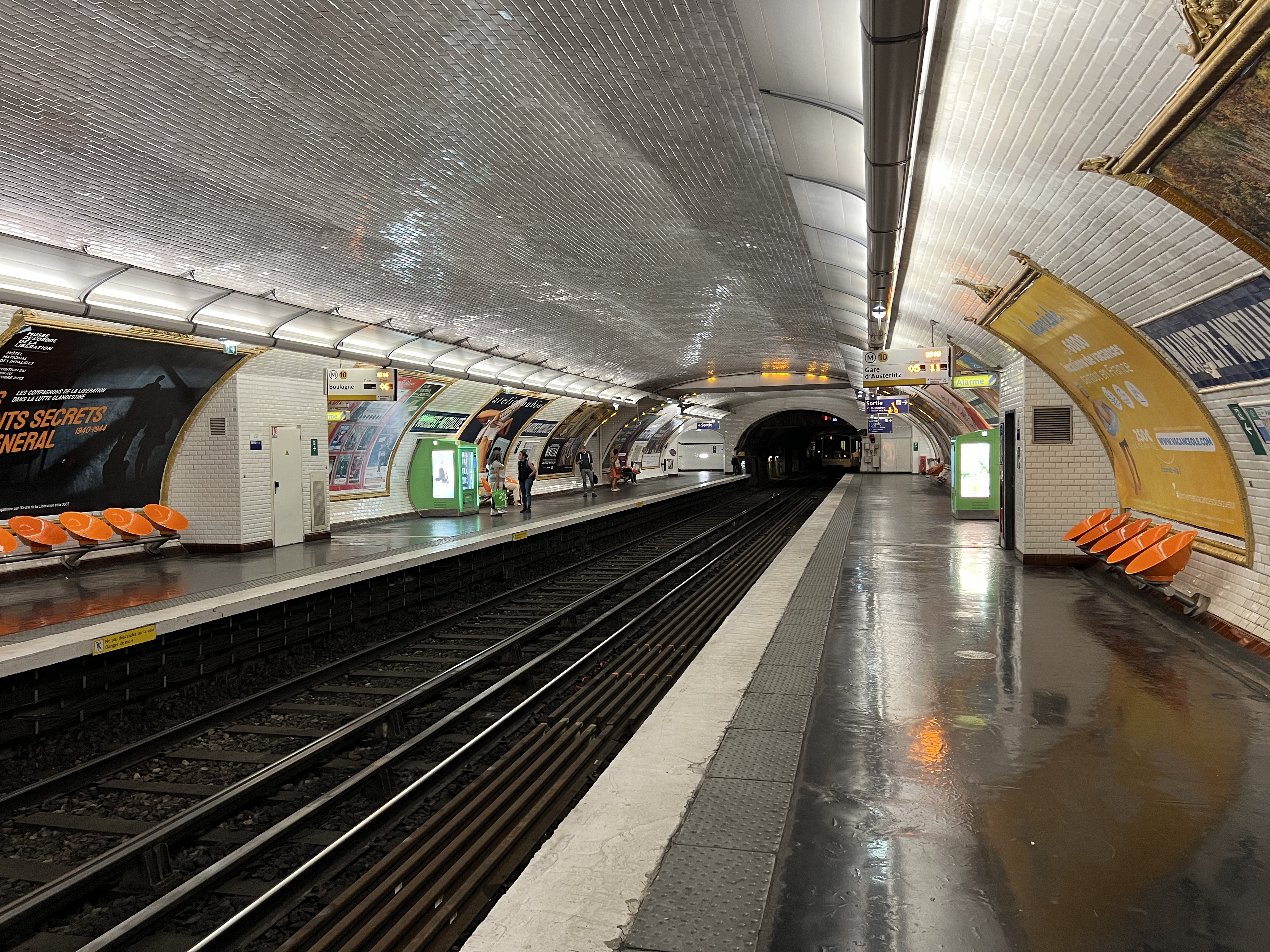
月台（2022年7月）

## 車站結構
| 街道層     |                    |                                    |
| B1         | 夾層               |                                    |
| 10號線月台 | 側式月台，右側開門 | 側式月台，右側開門                 |
| 10號線月台 | 西行               | 往布洛涅-聖克盧橋（克呂尼-拉索邦） |
| 10號線月台 | 東行               | 往奧斯特利茨站（勒莫萬主教）       |
| 10號線月台 | 側式月台，右側開門 |                                    |